# Fórum de Macau
Il Fórum de Macau è un'arena coperta di Macao.

## Storia e descrizione
Il palazzetto è stato inaugurato il 27 maggio 1985 e ristrutturato nel 1999; è composto da due strutture: una di 4 062 posti a sedere e una seconda di 300 posti. Fino all'apertura del Domo dos Jogos da Ásia Oriental è stata la struttura sportiva coperta più grande di Macao.
All'interno del Fórum de Macau si disputano quasi ogni anno le partite del World Grand Prix di pallavolo; tra gli altri sport praticati: badminton, lotta olimpica, tennis, ginnastica artistica e pugilato. Nel 2005 ha ospitato le gare della quarta edizione dei Giochi dell'Est asiatico.